# サハリン石油ガス開発
サハリン石油ガス開発株式会社（サハリンせきゆガスかいはつ、Sakhalin Oil and Gas Development Co..Ltd、SODECO）はサハリン1プロジェクトを進めるために設立された日本の企業。東京都港区虎ノ門に本社を置く。

## 概要
1995年3月28日に設立され、1995年6月30日にロシア政府と締結されたサハリン1プロジェクトに関する生産物分与協定（Product Sharing Agreement, PSA）において30％のシェアを有する。
株主は経済産業大臣、石油資源開発、伊藤忠商事、丸紅、INPEX、伊藤忠石油開発で構成される。
サハリン1の原油生産は2006年に開始され、日本、韓国その他に輸出されている。サハリン1の可採埋蔵量は原油約23億バーレル、天然ガス約17兆立方フィートであり、世界の油ガス田の中でも巨大油田に位置付けられる。
2022年10月ロシア大統領令により設立された有限責任会社「サハリン1」にサハリン1の権利義務関係が移転されたが、同年11月SODECOはその持分30％の取得をロシア政府により認められた。

## 歴史

### ソ連時代
ソビエト連邦時代の1972年、第5回日ソ経済合同委員会合同会議において、日ソ相互協力の提案がなされた。これが設立の契機となる。1974年にサハリン石油開発協力株式会社（旧SODECO）が設立された。
1975年にソ連政府と基本契約（融資買油方式）を締結した。1970年代後半にはチャイウォ油ガス田、オドプト油ガス田が発見される。

### ソ連崩壊後
ソ連崩壊後の1995年、アメリカ合衆国のエクソンの子会社エクソン・ネフテガス社をオペレーターとして、SODECO及びロシア2社によりサハリン-1コンソーシアムが結成される。同年6月にコンソーシアムとロシア政府との間で生産物分与協定が調印された。
2005年にチャイウォ原油・天然ガス田で生産が開始され、2006年には原油の輸出が開始された。
2010年にオドプト油田、2015年にアルクトン・ダギ油田、それぞれ原油生産が開始され、2018年には原油の生産日量30万バーレルを達成した。

### ウクライナ侵攻後
しかし、2022年2月のロシアのウクライナに対する軍事侵攻（「特別軍事作戦」）の開始に伴い、ロシアと西側諸国との経済関係は悪化した。同年10月にロシア政府は、大統領令でサハリン-1コンソーシアムの全ての権利・義務を新たに設立されるロシア法人への移転を決定し、外国人参加者の新法人への参加同意を求めた。同月、ロシア法人新会社の設立を定める政府令を発令し、新会社Sakhalin-1 Limited Liability Companyが設立された。日本政府はサハリン1の権益を維持する方針を示し、これを受けて11月にSODECOは新会社への出資継続を決定、持分30%取得について、ロシア政府の承認を取得した。

## テレビ番組
- 日経スペシャル ガイアの夜明け 燃えよサハリン 〜始動する石油巨大プロジェクト〜（2004年2月24日、テレビ東京）[7]